# 美馬寛子
美馬 寛子（みま ひろこ、1986年12月5日 - ）は、日本の元陸上選手。ミス・ユニバース・ジャパン2008としても知られる。

## 経歴・人物
1986年12月5日、徳島市に生まれる。3歳のとき、徳島県の伝統芸能である阿波踊りを始める。
1999年4月1日、徳島市徳島中学校入学。バスケ部に入る。中一の冬、ギラン・バレー症候群と診断され入院。検査のために髄液を採取する注射が痛くて辛かったとSankeiBizの取材に対し語る。退院後も一か月ほど自宅で療養し、復学。ただし体育は見学。バスケ部も見学を余儀なくされるが、学校の教師が「陸上なら個人競技だし、リハビリも兼ねてできるのでは」と陸上を勧める。中二の秋に始めた走り高跳びは大学3年まで続けることとなる。
2002年2月11日、大阪城ホール（大阪市中央区）で行われた2002日本ジュニア室内陸上競技大会の「女子中学 走高跳」で11位。記録:1m50。
2002年4月1日、徳島県立城南高等学校入学。4月20日、徳島陸上競技カーニバル大会の「高校女子走高跳」で2位。記録:1m56。
2003年7月30日、平成15年度全国高等学校総合体育大会の「女子 走高跳」に出場。決勝進出ならず。記録:1m62。 
2005年4月1日、日本大学文理学部体育学科入学。競泳選手の佐藤久佳は、同じ学科の同期である。9月11日、2005全日本学生陸上競技チャンピオンシップの「女子 走高跳 決勝」に残る。棄権。この年、父が事故で他界。2007年頃、祖母が他界。
祖母と父の相次ぐ他界を経験して、「普通」は当たり前ではないと気づく。自分のやりたいことを考えていたところ、森理世がミス・ユニバースになったというニュースに触れる。「求めていたのはこれだ！」とミス・ユニバース・ジャパンに応募。ウォーキングやポージング、スピーチの練習などの他、体型維持のためにエクササイズをするが、陸上競技と同じようなエクササイズをしていると筋肉が大きくなって、身体が大きく見えてしまうので不利と判断。陸上とは切り離して、トレーニング方法を考える。
2008年4月3日、ミス・ユニバース・ジャパンで優勝、日本を代表して世界大会に出場する資格を得る。
2008年7月14日、ベトナムのニャチャンで開催されたミス・ユニバース2008でTop15に残る。大陸別部門賞のBest of Asia受賞。Top10に残れないことが確定した瞬間、「真っ白になっちゃって、他のミスへの拍手ができなかった」。前前年準優勝（知花くらら）、前年優勝（森理世）と、注目を集めている今年の日本代表としてイネス・リグロンやスタッフらにゴメンっていう気持ちしかなかったという。
帰国後、大学の部活ではなく事務所に通うようになった。

### その後
2018年、株式会社MY groupを設立、ミス・ユニバース・ジャパンの運営権を取得。日本人として初のナショナルディレクターに任命される。
2018年9月1日より東京都港区赤坂に「MY beauty school」を開設。メイクやファッション、ウォーキングをはじめ、栄養の知識や内面の魅力を引き出す方法などをテーマに指導を行う。

### 出版
- 「美翔◎美馬寛子（ミス・ユニバース・ジャパン）」『陸上競技マガジン』58(7)（ベースボール・マガジン社、2008）
- LESLIE KEE『月刊ミスユニバースジャパン』<SHINCHO MOOK 129>（新潮社、2010。ISBN:978-4-10-790215-3）※共演:宮坂絵美里、宮崎京、町本絵里